# Det mest förbjudna
Det mest förbjudna är en roman av den svenska författaren Kerstin Thorvall, utgiven på Albert Bonniers Förlag 1976.

## Beskrivning
Boken handlar om Anna, vars älskade far dör när hon är elva år. Hon växer upp med sin mor som är förtryckande och livsförnekande. I vuxen ålder kommer Anna att göra revolt mot modern genom att leva ut sin tidigare undertryckta sexualitet med flera olika destruktiva män i vilka hon letar efter sin egen far. Hon går i terapi mot sitt "kärleksmissbruk".
Thorvall fick utstå kritik när boken kom då den ansågs vara privat. Vidare ansågs det inte passande att en medelålders kvinna levde ut sina sexuella lustar på det sätt som skildras i boken. Boken har bland annat blivit berömd för den karaktärisering som bokens Anna gör av sig själv, enligt Dagens Nyheters Åsa Beckman en instruktion för den kvinna som vill förlora sitt människovärde i andras ögon:
| ”                          | Stygg dotter. Otrogen hustru. Dålig mor. Motvillig farmor. | „ |
| – Kerstin Thorvall (1976). |                                                            |   |

Det mest förbjudna är en av titlarna i boken Tusen svenska klassiker (2009). I TV-programmet Babel utnämndes den i april 2013 som en av endast fem böcker som borde ingå i en svensk litterär kanon.

## Utgåvor i urval
- 1976 –  Det mest förbjudna: roman. Bonnier. ISBN 91-0-041131-0
- 1987 –  Det mest förbjudna: roman (ny utgåva). Litteraturfrämjandet. Libris 676722
- 1987 –  Det mest förbjudna (talbok). ISBN 91-7950-096-X
- 1994 –  Det mest förbjudna: roman (ny utgåva). Bonnier. ISBN 91-0-055814-1
- 1997 –  Det mest förbjudna (ny utgåva). Månpocket. ISBN 91-7643-331-5
- 2011 –  Det mest förbjudna (ny utgåva). Repris. ISBN 978-91-86745-11-0

## Översättningar i urval
- 1976 –  Det mest forbudte (danska). Jespersen og Pio. ISBN 87-419-6550-7
- 1977 –  Det mest forbudte (norska). Dreyer. ISBN 82-09-01494-3
- 1977 –  Ehdottomasti kielletty: romaani (finska). Otava. ISBN 951-1-04203-3
- 1978 –  Alles was verboten ist (tyska). Bergh. ISBN 3-88065-075-6
- 1979 –  Het meest verbodene (nederländska). Elsevier Manteau. ISBN 90-10-02571-3
- 1989 –  Il più proibito (italienska). A.S. edizioni. ISBN 88-85149-00-6